# Hope All Saints
Hope All Saints var en civil parish fram till 1934 då den blev en del av St Mary in the Marsh, Newchurch och Old Romney, i grevskapet Kent, i England. Civil parish var belägen 18 km från Ashford och hade 122 invånare år 1931.